# お邪魔者
お邪魔者（Saboteur）は、鉱山をテーマにしたボードゲーム。作者はベルギー人のフレデリック・モイヤーセン。2004年にズィーマン・ゲームズから発売された。日本では、2009年にボードゲーム専門ショップのメビウスゲームズから日本語版が発売された。

## 準備
最初にスタートカード（梯子の絵が描かれているカード）を配置し、カード7枚分横に空けてゴールカードを裏向きで縦に3枚、カードの間は縦に1枚分空けて配置する。ゴールカードには金塊が1枚、石が2枚あり、通路を開通させても石だったらハズレとなる。
各プレイヤーは通路カード/アクションカードを4～6枚ずつ、「金鉱掘り」と「お邪魔者」のカード（役割カード）を1枚ずつ受け取り、2つの陣営に分かれる。金鉱掘りは金塊の場所まで通路を開通させたら金塊を獲得でき、一方お邪魔者は金塊の場所まで通路を開通させることを阻止したら金塊を獲得できる。お邪魔者の数はプレイヤーの数により決められる。自分の役割は他人に公開できず、誰がお邪魔者なのかは分からない。最後に、最初に手番を行うプレーヤーをジャンケンなどで決める。

## ゲームの進行
時計回りで1人ずつ手番を行っていく。手番では、通路カードを置く、アクションカードを使用する、もしくはカードを1枚捨ててパスすることができる。
通路カード
金鉱にたどり着くには、通路カードを置いてゴールカードまでの通路を作る必要がある。しかし、行き止まりになっているカードもあるので、お邪魔者が妨害する手段にもなる。横向きにカードを置いたり、通路が繋がらないような置き方はすることができない。
アクションカード
アクションカードは大きく分けて4種類ある。
- 破壊カード：左上・右上に斜線が引かれた赤いアイコンと、壊れた道具の絵（つるはし、ランプ、トロッコの3種類）が描かれている。任意のプレイヤー1人を指定して、その相手の道具を破壊することができる。一つでも道具を破壊されたプレイヤーは、通路カードを置くことができなくなる。
- 修復カード：左上・右上に緑のアイコンと道具の絵が描かれている。道具が壊れているプレイヤーにそれぞれの対応するカードを使うと、道具を修復することができる。2種類の道具を組み合わせたカードもあり、そのカードはどちらの道具も修復できる。自分自身にも使用できる。
- 落石カード：スタートカード、ゴールカード以外で場に出ている通路カードを1枚破壊できる。周囲の通路や壁と正しく接するようにすれば、一度破壊された場所にも再び通路カードを配置できる。
- 地図カード：使用すると、3枚のゴールカードの中から1枚だけ見ることができる。他の人に見せることはできないが、カードの内容を他のプレイヤーに教えることはできる。お邪魔者は嘘の情報を流すのも戦略の一つである。

手番が終わったら山札からカードを1枚引き、手札を補充する。これを繰り返し、金鉱まで到達できれば金鉱掘りの勝利、到達できずに全員の手札がなくなったらお邪魔者の勝利となる。金鉱掘りが勝利した場合、金塊カードの中からプレイヤーの人数分（金鉱掘りの人数ではない）取り出し、金塊に到達したプレイヤーがまず1枚選んで獲得する。そして手番とは逆回りに、金鉱掘りのみがカードを1枚ずつ獲得できる。お邪魔者が勝利した場合は、お邪魔者にだけ金塊カードが分配される。このときは、お邪魔者の人数に応じて一律の金塊が分配される。ここまでが1ラウンドで、計3ラウンド行って最も金塊を多く獲得したプレイヤーが勝者となる。

## 受賞歴
- 2004年 日本ボードゲーム大賞 海外ゲーム・入門者部門 5位